# Nezabudîne, Solone
Nezabudîne (în ucraineană Незабудине) este un sat în comuna Natalivka din raionul Solone, regiunea Dnipropetrovsk, Ucraina.

## Demografie
Componența lingvistică a localității Nezabudîne
     Ucraineană (94,79%)
     Rusă (2,92%)
     Română (1,46%)
     Alte limbi (0,42%)
Conform recensământului din 2001, majoritatea populației localității Nezabudîne era vorbitoare de ucraineană (94,79%), existând în minoritate și vorbitori de rusă (2,92%) și română (1,46%).